# مانويل كولر
مانويل كولر (بالألمانية: Manuel Köhler)‏ هو راكب الكنو نمساوي، ولد في 25 أبريل 1969 في سالزبورغ في النمسا.

## وصلات خارجية
- مانويل كولر على موقع أوليمبيديا (الإنجليزية)